# Pártos Ödön
Pártos Ödön, héberül: עדן פרטוש (Budapest, Terézváros, 1907. október 1. – Tel Aviv, 1977. július 6.) brácsaművész, zeneszerző, egyetemi tanár.

## Élete

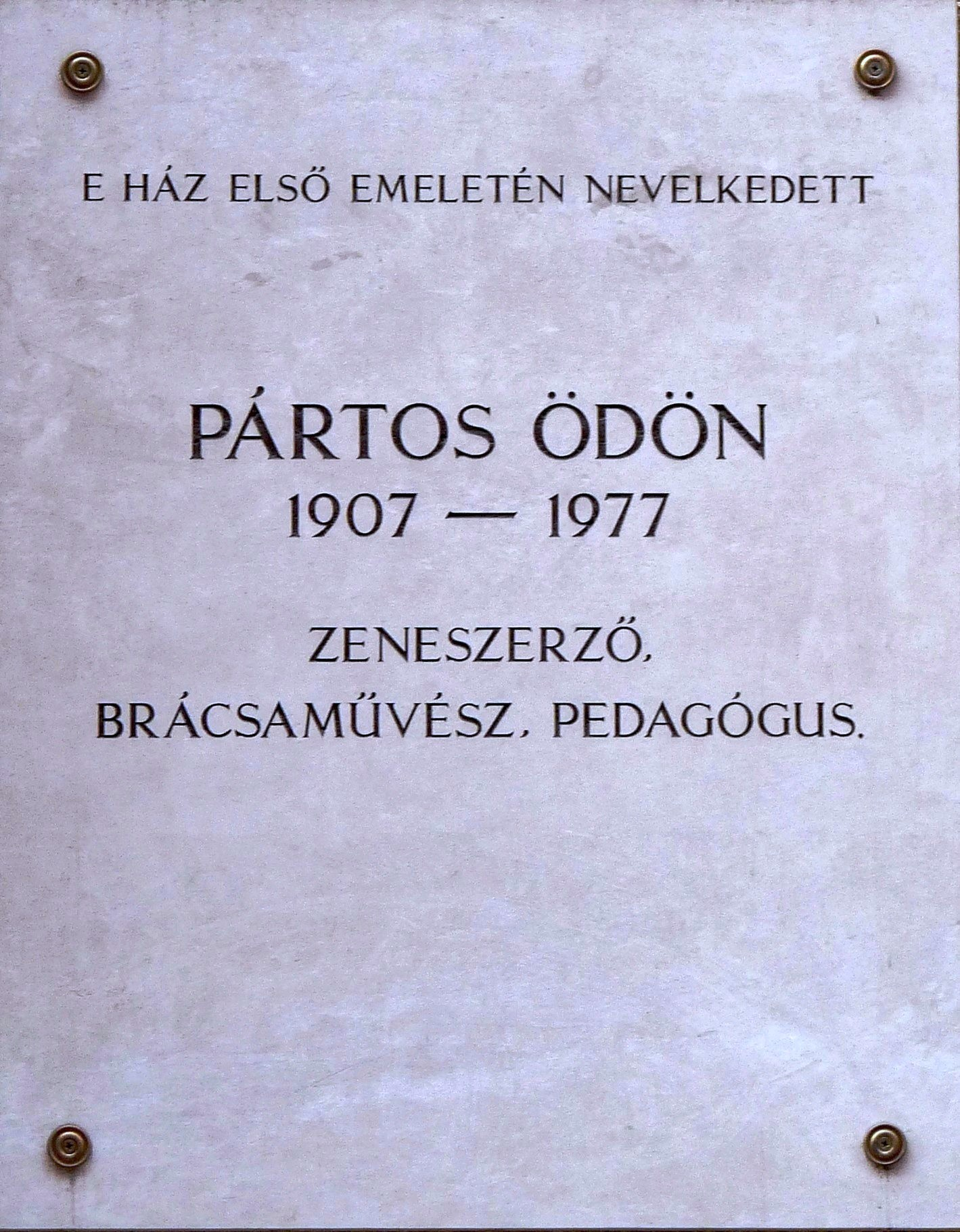
Budapest, VI. kerület, Aradi utca 22.

Pártos Ödön asszimilált zsidó családban született Pártos Rikárd kárpitosmester és Hirsch Janka gyermekeként. Csodagyereknek tartották, hegedülni Ormándy Jenőnél tanult. 1924-ben kapta meg hegedűművészi oklevelét a budapesti Zeneakadémián. A hegedűszakon Hubay Jenő, a zeneszerzésben Kodály Zoltán növendéke volt. 1925–26-ban a svájci Luzernben az ottani zenekar első hegedűsévé nevezték ki. Az 1926/27-es évadban a Budapesti Hangversenyzenekar vezetőjeként működött. 1927-ben Németországba költözött, ahol az 1933-as náci hatalomátvételig Berlinben működött mint koncertmester, majd a zsidóellenes törvények következtében a város zsidó kulturális szervezetének, a Kulturbund első hegedűse lett. 1933 végén visszatért Magyarországra, majd két évvel később, 1935-ben a Szovjetunióban, a bakui konzervatórium hegedűművész-képző tanfolyamát vezette és zeneszerzést tanított. 1937-ben visszatért Budapestre, ahol ismét a Hangversenyzenekar első hegedűse lett. Az Anschlusst követően Palesztinába távozott Bronisław Huberman, az ereci zenekar (Palestine Orchestra) alapítója meghívására. 1938-tól első brácsásként játszott a zenekarban, mely később az Izraeli Filharmonikusok nevet vette fel. 1939-től 1956-ig az Izraeli vonósnégyes brácsása is volt. 1951-től a Tel-Aviv-i Zeneakadémia vezetőjének nevezték ki, s 1961-ben egyetemi tanári címet kapott. Brácsára és zenekarra írt rapszódiája Izrael állam nagydíját, vonósnégyese Coolidge-díjat nyert. 1965. március 6-án Budapesten részt vett azon a hangversenyen, amelyen Lukács Pál brácsaművész bemutatta Legenda című kompozícióját.

## Magánélete
Házastársa Rumi Ágnes volt, akit 1934. március 22-én Budapesten vett nőül.

## Főbb művei
- Látomások (vonószenekarra)
- Fantázia jemeni témákra és zenekarra (1946)
- Hálaének (brácsaverseny, 1949)

## Díjai, elismerései
- 2007-ben a Terézvárosban, az Aradi utca 22. számú ház falán emléktáblát avattak születésének 100. évfordulóján.[10]